# Conan i młodzi wojownicy
Conan i młodzi wojownicy (ang. Conan and the Young Warriors) – amerykański serial animowany wyemitowany w 1994 roku na podst. postaci Conana Barbarzyńcy. Spin-off Conana – łowcy przygód.

## Fabuła
Po pokonaniu Gniew-Amona i odczarowaniu rodziców zaklętych w kamień Conan sądzi, że jego misja się skończyła. Jednak teraz musi trenować i chronić „Wybrańców”, których przeznaczeniem jest panowanie nad Hyborią. Jest to rodzeństwo młodych wojowników, którzy są w posiadaniu magicznych „gwiezdnych kamieni” dającym im moc.

## Wersja polska
Wersja polska: Master Film na zlecenie TVN

Reżyseria: Sławomir Pietrzykowski

Dialogi: Krystyna Uniechowska-Dembińska

Dźwięk: Monika Szuszkiewicz

Montaż: Paweł Siwiec

Wystąpili:
- Paweł Szczesny – Conan,
- Jacek Kopczyński – Draegena
- Jolanta Wilk – Brynne
- Jacek Wolszczak – Navah
- Andrzej Arciszewski – Epimetrius
- Adam Bauman – Narrator
- Brygida Turowska – Tisara (odc. 11)

i inni
Lektor: Maciej Gudowski
Źródło: 

## Spis odcinków
| N/o            | Polski tytuł | Angielski tytuł          |
| -------------- | ------------ | ------------------------ |
|                |              |                          |
| SERIA PIERWSZA |              |                          |
|                |              |                          |
| 01             |              | The Third Talisman       |
|                |              |                          |
| 02             |              | Arena                    |
|                |              |                          |
| 03             |              | Dreamweaver              |
|                |              |                          |
| 04             |              | Carnival of Cardolus     |
|                |              |                          |
| 05             |              | Isle of the Lost         |
|                |              |                          |
| 06             |              | Covenant                 |
|                |              |                          |
| 07             |              | Wolf in the Fold         |
|                |              |                          |
| 08             |              | Once a Thief             |
|                |              |                          |
| 09             |              | Brothers of the Sword    |
|                |              |                          |
| 10             |              | Feet of Clay             |
|                |              |                          |
| 11             | Koleje losu  | The Hand of Fate         |
|                |              |                          |
| 12             |              | The Separation           |
|                |              |                          |
| 13             |              | The Night of the Serpent |
|                |              |                          |

## Zewnętrzne linki
- Conan i młodzi wojownicy w bazie IMDb (ang.)
- Conan i młodzi wojownicy w bazie Filmweb